# Tommy Nilsson

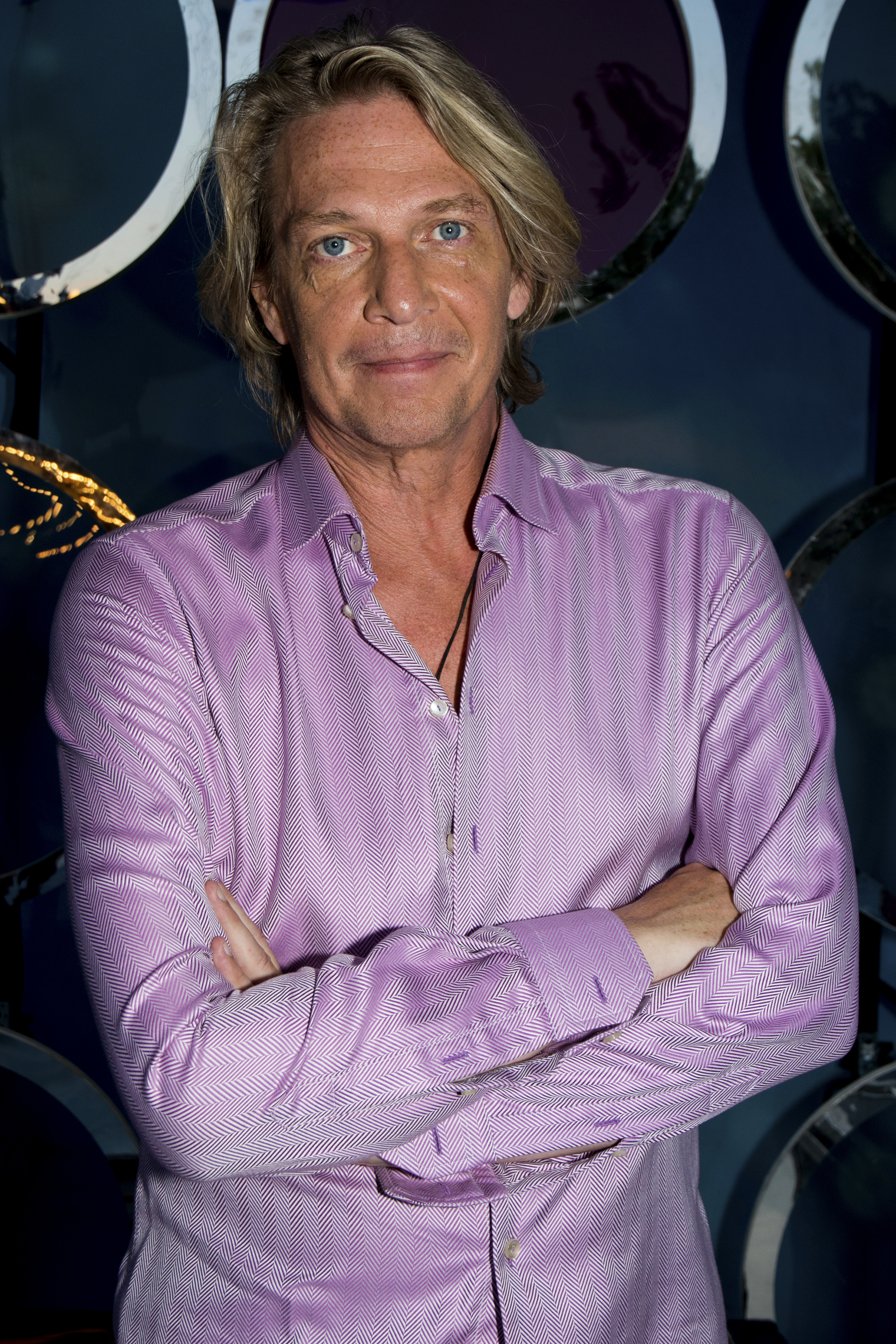
Tommy Nilsson (2013)

Tommy Nilsson (* 11. März 1960 in Köping) ist ein schwedischer Pop-Rock-Sänger.

## Karriere
In den späten 1970er Jahren war er Sänger der Progressive-Rock-Band Horizont, mit welcher er zwei Alben aufnahm. Ab 1981 wurde er als Solosänger tätig. Mit Allt som jag känner und Maybe We’re About To Fall In Love hatte er 1988 zwei Nummer-1-Singles in den schwedischen Charts. Als Gewinner des Melodifestivalen 1989 durfte er sein Land beim Concours Eurovision de la Chanson in Lausanne vertreten. Mit dem Popsong En dag schaffte er es auf Platz vier. 2007 nahm er mit dem Lied Jag tror på människan wieder am Melodifestivalen teil und schaffte es ins Finale. Dort wurde er allerdings letzter. 2016 nahm er zusammen mit Patrik Isaksson und Uno Svenningsson erneut am Melodifestivalen teil, scheiterte mit dem Lied Håll mitt hjärta hårt jedoch in der Vorrunde.
Nilsson ist außerdem Mitglied der Rockband Easy Action.
Zusätzlich zur Musik war er auch als Synchronsprecher diverser Zeichentrickfilme zu hören.

## Diskografie

### Alben
| Jahr | Titel                             | Höchstplatzierung, Gesamtwochen, AuszeichnungChartsChartplatzierungen (Jahr, Titel, Platzierungen, Wochen, Auszeichnungen, Anmerkungen) | Anmerkungen                                       |
| Jahr | Titel                             | SE | Anmerkungen                                       |
| ---- | --------------------------------- | --- | ------------------------------------------------- |
| 1988 | It!                               | SE3 Gold · (8 Wo.)SE |                                                   |
| 1990 | Follow the Road                   | SE11 (4 Wo.)SE |                                                   |
| 1994 | En kvinnas man                    | SE8 Gold · (19 Wo.)SE |                                                   |
| 1996 | Så nära                           | SE15 (12 Wo.)SE | Erstveröffentlichung: 30. April 1996              |
| 1999 | Fri att vara här                  | SE57 (1 Wo.)SE | Erstveröffentlichung: 23. Juni 1996               |
| 2001 | En samling 1981-2001              | SE2 Platin · (20 Wo.)SE | Erstveröffentlichung: 13. August 2001 Kompilation |
| 2005 | Tiden före nu                     | SE2 (11 Wo.)SE | Erstveröffentlichung: 3. August 2008              |
| 2013 | Stay Straight on the Current Road | SE52 (1 Wo.)SE | Erstveröffentlichung: 29. Mai 2013                |
| 2020 | Det bästa med Tommy Nilsson       | SE38 (3 Wo.)SE | Kompilation                                       |

Weitere Alben
- 1982: Tommy Nilsson
- 2010: I År är Julen Min
- 2017: Samma Människa

### Singles
| Jahr | Titel Album                           | Höchstplatzierung, Gesamtwochen, AuszeichnungChartsChartplatzierungen (Jahr, Titel, Album, Platzierungen, Wochen, Auszeichnungen, Anmerkungen) | Anmerkungen                            |
| Jahr | Titel Album                           | SE | Anmerkungen                            |
| ---- | ------------------------------------- | --- | -------------------------------------- |
| 1988 | Allt som jag känner –                 | SE1 Platin · (10 Wo.)SE | mit Tone Norum                         |
| 1988 | Maybe We’re About To Fall In Love It! | SE1 Gold · (8 Wo.)SE |                                        |
| 1988 | Miss My Love It!                      | SE18 (1 Wo.)SE |                                        |
| 1989 | En dag –                              | SE3 Gold · (5 Wo.)SE |                                        |
| 1989 | Time –                                | SE19 (1 Wo.)SE | mit Zemya Hamilton                     |
| 1994 | Öppna din dörr En kvinnas man         | SE2 Gold · (37 Wo.)SE |                                        |
| 1995 | Dina färger var blå Så nära           | SE9 (16 Wo.)SE |                                        |
| 1999 | Här är jag nu Fri att vara här        | SE46 (2 Wo.)SE |                                        |
| 2007 | Jag tror på människan –               | SE12 (4 Wo.)SE |                                        |
| 2016 | My Love Is Not Blind Samma Människa   | SE100 (1 Wo.)SE | Erstveröffentlichung: 30. Oktober 2016 |
| 2016 | Det sitter i dig Samma Människa       | SE80 (2 Wo.)SE |                                        |
| 2016 | Sommarnatt Samma Människa             | SE75 (2 Wo.)SE |                                        |

Weitere Singles
- 1981: In The Mean Meantimes
- 1981: Radio Me
- 1987: My Summer with You (mit Tone Norum)
- 1990: Too Many Expectations
- 1990: Looking Through the Eyes of a Child
- 1990: Don’t Walk Away
- 1991: Long Lasting Love
- 1994: En kvinnas man
- 1994: Lämnar du mig
- 1994: Marianne
- 1996: Om jag är den du vill ha
- 1996: Å så nära
- 1996: Du är för mig
- 1999: Din skugga på mitt täcke
- 2001: När du är här
- 2002: Nu är tid att leva (mit Åsa Jinder)
- 2005: Amelia
- 2005: Allt ditt hjärta är
- 2006: Vi brann
- 2016: Håll mitt hjärta hårt (mit Patrik Isaksson & Uno Svenningsson)